# G.Manchenahalli, Turuvekere
G.Manchenahalli là một làng thuộc tehsil Turuvekere, huyện Tumkur, bang Karnataka, Ấn Độ.